# Tokushima Gambarous
Il Tokushima Gambarous (徳島ガンバロウズ) è una società cestistica avente sede a Tokushima, in Giappone. Fondata nel 2022, gioca in B.League.

## Storia
Il Tokushima Gambarous è una squadra di pallacanestro giapponese fondata a Tokushima nel 2022. Attualmente gioca in B3 League, la terza serie del campionato giapponese di pallacanestro.